# Hjortgölen, Småland
Hjortgölen är en sjö i Hultsfreds kommun i Småland och ingår i Emåns huvudavrinningsområde.